# Classic Sports Cars
Classic Sports Cars Limited war ein britisches Unternehmen im Bereich Automobile und Automobilhersteller.

## Unternehmensgeschichte
Charles Andrew Wilson gründete am 24. April 1986 das Unternehmen in Ringwood in der Grafschaft Hampshire. Er begann mit der Produktion von Automobilen und Kits. Der Markenname lautete Classic Sports Cars. 1989 endete die Automobilproduktion. Insgesamt entstanden etwa 20 Exemplare. Michael Cheesman war ab spätestens 1991 zweiter Direktor. Am 25. November 1997 wurde das Unternehmen aufgelöst.

## Fahrzeuge
Das einzige Modell war der GTO. Dies war die Nachbildung des Ferrari 250 GTO. Die Basis bildete der Datsun 240 Z. So kamen Sechszylindermotor, Antrieb, Scheiben und Elektrik von diesem Modell. Im Innenraum bestand die Wahl zwischen dem originalen Datsun-Interieur und einer speziellen Ausstattung.